# Абаєв Салат Михайлович
Салат Михайлович Абаєв (1913—1989) — радянський геолог осетинського походження, який відкрив 29 золоторудних родовищ на Чукотці. Випускник геологічного факультету Харківського державного університету.

## Життєпис
Народився 23 серпня (5 вересня) 1891 року в селі Цей (зараз Алагірський район, Північна Осетія — Аланія), осетин.
До 1927 року ходив чабаном.
У 1927—1930 роках працював у колгоспі та навчався у семирічній школі.
У 1930—1932 роках працював забійником шахти «Кочегарка» на Донбасі в місті Горлівка.
У 1933 році був помічником директора Буронських копалень у Північній Осетії.
У 1933—1941 роках навчався на геологічному факультеті Харківського державного університету.
Переїхав до Сибіру. У 1941—1961 роках працював у Нижньоколимському геологічному управлінні Дальстрою МВС СРСР (потім Міністерства кольорової промисловості СРСР), у тому числі на посаді головного геолога.
Переїхав на Кавказ. У 1961—1969 роках працював головним геологом, а потім керівником треста «Сівкавцвітметрозвідка». З 1970 року: старший науковий співробітник Північно-Осетинського інституту гуманітарних та соціальних досліджень.
Помер 30 травня 1989 року, похований у Владикавказі на Алеї Слави.

## Нагороди і премії
- Ленінська премія (1964) — за відкриття та розвідку Ороїцької золотої копальні (Магаданська область)
- Почесний знак «Першовідкривач родовища[ru]» за № 330 (16 квітня 1970).
- Почесний знак «Ветеран праці Крайнього Північного Сходу СРСР».

## Пам'ять
Ім'я присвоєно одній із вулиць у місті Білібіно Чукотського автономного округу.